# Pas dormir
Albums de  Bijou
OK Carole
(1978) En public
(1980)
Pas dormir est le troisième album du groupe Bijou.

## Titres
1. Le kid (Philippe Dauga/Thoury)
2. Je n'veux pas dormir (Yan/Thoury)
3. Troisième Guerre Mondiale (Philippe Dauga/Thoury)
4. Je me demande (Yan/Thoury)
5. Même pas dix heures (Palmer/Thoury)
6. Je cours (Palmer/Thoury)
7. Attaque cardiaque (Yan/Thoury)
8. Tu peux courir (Philippe Dauga/Thoury)
9. J'ai l'habitude (Palmer/Thoury)
10. Je ne t'oublierai jamais (Palmer/Thoury)